# 原田大輔
原田大輔（はらだ だいすけ、1986年11月13日 - ）は、日本の元男性プロレスラー。大阪府吹田市片山町出身。最終所属プロレスリング・ノア。血液型O型。
現在はトレーナーをしている。

## 経歴
小学5年の時、兄が遊んでいたテレビゲーム「新日本プロレスリング闘魂烈伝」でプロレスの存在を知る。それからしばらくして1998年1月4日、新日本プロレス東京ドーム大会で行われた長州力の引退試合からプロレスを観るようになった。
中学卒業前に本格的にプロレスラーになることを決意。中学時代はスポーツ経験がなかったが、レスラーになるため高校でレスリング部に入部。高校3年の時大阪府高校春期大会60kg級では優勝した。
高校卒業前に大阪プロレスのプロレス学校に入り、そのまま入門。
2006年8月5日、大阪デルフィン・アリーナにて対小峠篤司戦でデビュー。
2007年5月、第2回上方プロレス新人大賞優勝。
7月27日、プロレスサミットにて佐々木貴とシングルマッチで対戦。試合には敗れるも、原田も当時のBJWデスマッチヘビー級王者相手に物怖じせず向かっていき大健闘する。
10月14日からKAIENTAI DOJOにて1か月間参戦。
11月4日、国際武道大学にてSTRONGEST-王者の真霜拳號とシングルで対戦する。
大晦日のプロレスサミットでは、元三冠ヘビー級王者の鈴木みのると対戦するという大チャンスに恵まれる。
ゼウス、小峠、タダスケと共に「BLOOD&GUTS」を結成して活動を開始する。
2010年2月11日、小峠とのタッグ「桃の青春タッグ」で秀吉&政宗組を破り、初のタイトルを獲得。
10月、第4回日テレG+杯争奪ジュニアヘビー級タッグ・リーグ戦に小峠とタッグを組んで出場。
2011年1月15日、プロレスリング・ノアの丸藤正道&青木篤志が保持するGHCジュニアヘビー級タッグ王座に小峠と組んで挑戦するも、惜しくも敗戦となった。
12月18日、大阪プロレス最強を決めるトーナメント「天王山」で初優勝。
2013年4月29日のIMPホール大会を以って大阪プロレスを退団した小峠を追う形で、原田もプロレスリング・ノアへ移籍することをエンディングで自ら発表した。
5月12日、プロレスリング・ノアに入団。
2014年1月12日、NO MERCYに加入。
3月8日、有明コロシアム大会で石森太二とGHCジュニアヘビー級選手権試合に勝利し、第27代王者となった。
2022年夏、MRI検査を行ったところ頚椎環軸椎亜脱臼のケガが見つかったため8月27日から試合を無期限の欠場。　
2023年3月2日、記者会見を開き、治療の結果回復が見込めないこと、これ以上ダメージを蓄積すると最悪命にも関わると医師から告げられたことを受け、引退を表明した。
2023年3月9日、デビュー戦の相手で盟友、ライバルでもある小峠篤司との1分間のエキシビションマッチを行い現役を引退した。試合は医師立会いのもと行われた。

## 得意技
いわゆるノアジュニアにおけるエース格であり、技に関してはジャーマンスープレックス系が主ではあるが、どんな相手にも気合い混じりの入ったファイトが特徴的。
片山ジャーマンスープレックス
技名は、原田の地元である吹田市片山町が由来。この他にも、雪崩式も使用している。
DOKAAAN!!
相手を肩車し「ラストライド」のようにリフトアップさせながら相手の骨盤辺りを持ち、相手ごと自身も後方に倒れ込み落とす技。入り方は、ケニー・オメガのクロイツラスと似ているが、相手のクラッチの仕方や位置、ホールドするかしないかの点が異なる。
ダブルアームスープレックス
ハーフハッチスープレックス
フィッシャーマンズスープレックス
ノーザンライトスープレックス
フロントスープレックス
走りこんで来た相手に決める場合が多い。
バックドロップ
リストクラッチ式を使用したこともある。
ブレーンバスター式ネックブリーカー
デスバレーボム
ハリケーンドライバー
雪崩式も使用することもある。
ロール巻き固め
ニーアッパー
走り込んできた相手に対し、アームドラッグの体勢で左脇下に右手を差し込んで軽く宙に担ぎ上げ、同時に左膝を振り上げ、相手の顔面をカチ上げる打撃技。
ターンオーバーニー
ザ・デラックスと同型。
カナディアン・バックブリーカーの体勢で右肩に担ぎ上げた相手を反転させながら右サイドに落とし、同時に落下してきた相手の顔面に膝蹴りを叩き込む変型のニー・アッパー。大一番でのみ使用する。
張り手
クローズライン
エルボー
ローリング・エルボー
ダイビング・エルボー・ドロップ
若手との試合では、これがフィニッシュになることも多い。
片山ジャーマンホールド
上記の片山ジャーマンスープレックスとは違い、オースイスープレックスのように丸め込むタイプのジャーマン。

## 入場曲
- 初代 : LOUD UP!（THE MAD CAPSULE MARKETS）
- 2代目 : K.T.Y.M

## タイトル歴
プロレスリング・ノア
- GHCジュニアヘビー級王座（第27代、第36代、第38代、第43代、第47代）
- GHCジュニアヘビー級タッグ王座（第25代、第27代、第29代、第37代、第41代、第43代）（パートナーは小峠篤司×4→タダスケ→大原はじめ）
- グローバル・ジュニア・ヘビー級リーグ戦優勝（2015年、2020年）
- 日テレG+杯争奪ジュニアヘビー級タッグ・リーグ戦優勝（2015年）（パートナーは小峠篤司）
- U-CUP優勝（2022年）（パートナーは小峠篤司、大原はじめ、宮脇純太）

大阪プロレス
- 大阪プロレス王座（第23代、第25代）
- 大阪プロレスタッグ王座（第24代、第26代、第30代）（パートナーは小峠篤司×3）
- 上方プロレス新人大賞優勝（2007年）
- 天王山優勝（2011年、2012年）
- 大阪タッグフェスティバル優勝（2008年）（パートナーはゼウス）

DDTプロレスリング
- UWA世界6人タッグ王座（第40代）（パートナーは小峠篤司、タコヤキーダー）

IPW:UK
- IPW:UKジュニアヘビー級王座（初代、第3代）[8]
- 初代IPW:UKジュニアヘビー級王座決定トーナメント優勝（2019年）

DRAGON GATE
- オープン・ザ・トライアングルゲート王座（第80代）（パートナーは、小峠篤司、YO-HEY）

## エピソード
- 高校時代にレスリングの試合で対戦相手にジャーマンスープレックスを仕掛けたことがある。それが高得点で気持ちよかったということでプロレス入りしたらジャーマンスープレックスを使おうと決意する。
- レスリングの試合で60kg級に出場するため減量をしていたが当日になって200gオーバーのため、トイレに行っても間に合わず、周りに髪を坊主にすれば大丈夫と言われたが、切るのを断ったため減量失敗に終わったことがある。